# Premi e riconoscimenti di Walt Disney
Questa è una lista dei vari premi e riconoscimenti di Walt Disney nel corso della sua carriera.

## Premi e riconoscimenti
Premio Oscar 
Con 26 Premi Oscar su 59 candidature Walt Disney è la persona più premiata della storia del cinema. Dal 1932 al 1969 ha ottenuto 22 Oscar competitivi, tre Oscar onorari e un Premio alla memoria Irving G. Thalberg.
Detiene anche il record di quattro vittorie in un'unica edizione, vincendo l'Oscar al miglior documentario, al miglior cortometraggio documentario, al miglior cortometraggio d'animazione e al miglior cortometraggio a 2 bobine nel 1954, anno in cui ottenne anche altre due candidature.
- 1932 - Miglior cortometraggio d'animazione per Fiori e alberi
- 1932 - Oscar onorario[2]
- 1932 - Candidatura come miglior cortometraggio d'animazione per Gli orfani di Topolino
- 1934 - Miglior cortometraggio d'animazione per I tre porcellini
- 1934 - Candidatura come miglior cortometraggio d'animazione per Topolino costruttore
- 1935 - Miglior cortometraggio d'animazione per La lepre e la tartaruga
- 1936 - Miglior cortometraggio d'animazione per I tre orfanelli
- 1937 - Miglior cortometraggio d'animazione per Il cugino di campagna
- 1938 - Miglior cortometraggio d'animazione per Il vecchio mulino
- 1938 - Oscar onorario[3]
- 1939 - Miglior cortometraggio d'animazione per Ferdinando il toro
- 1939 - Candidatura come miglior cortometraggio d'animazione per L'eroico ammazzasette
- 1939 - Candidatura come miglior cortometraggio d'animazione per Paperino e i boy scouts
- 1939 - Candidatura come miglior cortometraggio d'animazione per Tra le stelle di Hollywood
- 1940 - Miglior cortometraggio d'animazione per Il piccolo diseredato
- 1940 - Candidatura come miglior cortometraggio d'animazione per Pluto e le papere
- 1942 - Miglior cortometraggio d'animazione per Porgimi la zampa
- 1942 - Oscar onorario[4]
- 1942 - Candidatura come miglior cortometraggio d'animazione per Paperino acchiappasomari
- 1943 - Miglior cortometraggio d'animazione per Der Fuehrer's Face
- 1943 - Candidatura come miglior cortometraggio d'animazione per The Grain That Built a Hemisphere
- 1943 - Candidatura come miglior cortometraggio d'animazione per The New Spirit
- 1944 - Candidatura come miglior cortometraggio d'animazione per Reason and Emotion
- 1945 - Candidatura come miglior cortometraggio d'animazione per How to Play Football
- 1946 - Candidatura come miglior cortometraggio d'animazione per Il reato di Paperino
- 1947 - Candidatura come miglior cortometraggio d'animazione per I cacciatori cacciati
- 1948 - Candidatura come miglior cortometraggio d'animazione per Paperino ha freddo
- 1948 - Candidatura come miglior cortometraggio d'animazione per Anche Pluto vuol cantare
- 1949 - Miglior cortometraggio a 2 bobine per - L'isola delle foche
- 1949 - Premio alla memoria Irving G. Thalberg
- 1949 - Candidatura come miglior cortometraggio d'animazione per Topolino e le foche
- 1949 - Candidatura come miglior cortometraggio d'animazione per Rullano i tam-tam
- 1950 - Candidatura come miglior cortometraggio d'animazione per Battaglia tra i giocattoli
- 1951 - Miglior cortometraggio a 2 bobine per - La valle dei castori
- 1952 - Miglior cortometraggio a 2 bobine per - La terra questa sconosciuta
- 1952 - Candidatura come miglior cortometraggio d'animazione per Abele l'agnelleone
- 1953 - Miglior cortometraggio a 2 bobine per Uccelli acquatici
- 1954 - Miglior documentario per Il mare intorno a noi
- 1954 - Miglior cortometraggio documentario per Cacciatori eschimesi
- 1954 - Miglior cortometraggio d'animazione per Toot, Whistle, Plunk and Boom
- 1954 - Miglior cortometraggio a 2 bobine per Il paese degli orsi
- 1954 - Candidatura come miglior cortometraggio d'animazione per Il tappetorso
- 1954 - Candidatura come miglior cortometraggio a 2 bobine per Il mio amico Beniamino
- 1955 - Miglior documentario per La grande prateria
- 1955 - Candidatura come miglior cortometraggio d'animazione per Pigs Is Pigs
- 1955 - Candidatura come miglior cortometraggio a 2 bobine per Siam
- 1956 - Miglior cortometraggio documentario per Uomini contro l'Artide
- 1956 - Candidatura come miglior cortometraggio d'animazione per La stagione della caccia
- 1956 - Candidatura come miglior cortometraggio a 2 bobine per Switzerland
- 1957 - Candidatura come miglior cortometraggio a 2 bobine per Samoa
- 1958 - Candidatura come miglior cortometraggio d'animazione per The Truth About Mother Goose
- 1959 - Miglior documentario per Artico selvaggio
- 1959 - Candidatura come miglior cortometraggio d'animazione per Paul Bunyan
- 1960 - Candidatura come miglior cortometraggio documentario per Paperino nel mondo della matemagica
- 1960 - Candidatura come miglior cortometraggio d'animazione per Noah's Ark
- 1960 - Candidatura come miglior cortometraggio a 2 bobine per I misteri degli abissi
- 1961 - Candidatura come miglior cortometraggio d'animazione per Golia, piccolo elefante
- 1961 - Candidatura come miglior cortometraggio a 2 bobine per Islands of the Sea
- 1962 - Candidatura come miglior cortometraggio d'animazione per Pippo e il fuoribordo
- 1964 - Candidatura come miglior cortometraggio d'animazione per A Symposium on Popular Songs
- 1965 - Candidatura come miglior film per Mary Poppins
- 1969 - Miglior cortometraggio d'animazione per Troppo vento per Winny-Puh[5]

 Golden Globe 
- 1948 - Golden Globe Speciale per Bambi
- 1953 - Golden Globe alla carriera
- 1954 - Golden Globe Speciale per Deserto che vive

 Premio Emmy 
- 1955 -  Candidatura come nuova personalità più eccezionale
- 1956 - Miglior produttore di serie televisiva per Disneyland
- 1965 -  Candidatura come miglior programma di intrattenimento per Disneyland
- 1966 -  Candidatura come miglior programma per bambini per Disneyland[6]

 Hollywood Walk of Fame 
- 1960 - Cinema, 7021 Hollywood Blvd.
- 1960 - Televisione, 6747 Hollywood Blvd.